# Kanton Thonon-les-Bains-Ouest
Der Kanton Thonon-les-Bains-Ouest war von 1997 bis 2015 ein französischer Wahlkreis im Département Haute-Savoie in der früheren Region Rhône-Alpes. Er grenzte an den Genfersee und lag nahe der Grenze zur Schweiz. Er umfasste den westlichen Teil der Stadt Thonon-les-Bains und acht weitere Gemeinden. Die landesweiten Änderungen in der Zusammensetzung der Kantone brachten im März 2015 seine Auflösung.

## Gemeinden
| Gemeinde         | Einwohner Jahr | Fläche km² | Bevölkerungsdichte | Code INSEE | Postleitzahl |
| ---------------- | -------------- | ---------- | ------------------ | ---------- | ------------ |
| Allinges         | 4226 (2013)    | 15,0       | 282 Einw./km²      | 74005      | 74200        |
| Anthy-sur-Léman  | 2072 (2013)    | 4,6        | 450 Einw./km²      | 74013      | 74200        |
| Cervens          | 1132 (2013)    | 6,4        | 177 Einw./km²      | 74053      | 74550        |
| Draillant        | 747 (2013)     | 10,4       | 72 Einw./km²       | 74106      | 74550        |
| Margencel        | 2049 (2013)    | 7,4        | 277 Einw./km²      | 74163      | 74200        |
| Orcier           | 867 (2013)     | 9,4        | 92 Einw./km²       | 74206      | 74550        |
| Perrignier       | 1647 (2013)    | 7,9        | 208 Einw./km²      | 74210      | 74550        |
| Sciez            | 5505 (2013)    | 20,5       | 269 Einw./km²      | 74263      | 74140        |
| Thonon-les-Bains | 34.610 (2013)  | 16,2       | 2136 Einw./km²     | 74281      | 74200        |

(Von Thonon gehört nur ein Teilbereich zum Kanton)